# Perilissus variator
Perilissus variator là một loài tò vò trong họ Ichneumonidae.